# Divisione di Aurangabad
La divisione di Aurangabad è una divisione dello stato federato indiano del Maharashtra, di 15 589 223 abitanti. Il suo capoluogo è Aurangabad.
La divisione di Aurangabad comprende i distretti di Aurangabad, Beed, Jalna e Osmanabad.
Il 5 gennaio 2009 sono stati separati dalla divisione i distretti di Hingoli, Latur, Nanded e Parbhani per formare la nuova divisione di Nanded.